# А-13 (планёр)
А-13 — одноместный цельнометаллический пилотажный планёр О. К. Антонова. Спроектирован и построен в 1957 году. Предназначен для тренировки и выполнения фигур высшего пилотажа. В январе 1962 года, А-13 с небольшим турбореактивным двигателем А. М. Люльки установил мировой рекорд скорости — 196 км/ч для самолётов до 500 килограммов. Эта версия А-13 называлась Ан-13.
Планёр А-13 выпускался серийно и эксплуатировался в аэроклубах, где на нём проводились демонстрационные полёты на авиационных парадах. Планёр А-13 был выпущен в количестве 200 экземпляров. В комплект каждого экземпляра входили удлинённые консоли крыла планёра А-11.

## Аэродинамическая схема
По схеме планёр представлял собой свободнонесущий моноплан со средним расположением крыла и V-образным хвостовым оперением. Фюзеляж планёра А-13 был идентичен фюзеляжу планёра А-11. Планёры отличались друг от друга лишь съёмными консолями крыла, на замену которых уходило всего лишь несколько минут.

## Модификации
- A-13 одноместный пилотажный планёр
- A-13M мотопланёр
- Ан-13 турбореактивный планёр

## Характеристики
- Экипаж: 1 человек
- Длина: 6,4 м
- Высота: 1,6 м
- Размах крыльев: 12,1 m
- Площадь крыльев: 10,4 m²
- Пустой вес: 270 кг
- Полный вес: 360 кг
- Аэродинамическое качество: 25
- Максимальная скорость: 400 км/ч